# Широкоярский сельский совет (Черниговский район)
Широкоярский сельский совет (укр. Широкоярська сільська рада) — входит в состав
Черниговского района
Запорожской области
Украины.
Административный центр сельского совета находится в 
с. Широкий Яр.

## История
- 1935 — дата образования.

## Населённые пункты совета
- с. Широкий Яр
- с. Балашовка
- с. Благодатное
- с. Ланковое
- с. Хмельницкое